# آكل قشور السمك
آكل قشور السمك هو سلوك تغذوي متخصص في الأسماك يتضمن أكل قشور أسماك أخرى. يُعتبر هذا السلوك منتشرًا، حيث تطور بشكل مستقل في ما لا يقل عن خمس عائلات من الأسماك العذبة وسبع عائلات بحرية.

## الأنواع
تمت ملاحظة سلوك آكل قشور السمك في مجموعة من الأسماك، بما في ذلك: Chanda nama (عائلة Ambassidae)، Plagiotremus (عائلة Blenniidae)، Terapon jarbua (عائلة Terapontidae)، بعض الأنواع من Ariopsis و Neoarius (عائلة Ariidae)، Pachypterus khavalchor (عائلة Pachypteridae)، Macrorhamphoides uradoi (عائلة Triacanthodidae)، العديد من أسماك القط ذات الأقلام (عائلة Trichomycteridae)، بعض أسماك البيراينا مثل Exodon paradoxus، Probolodus، Roeboides و Roeboexodon (رتبة Characiformes)، Cyprinodon desquamator (عائلة Cyprinodontidae)، بالإضافة إلى كلا النوعين من Perissodus، جميع الأنواع الأربعة من Plecodus، Xenochromis، Haplochromis welcommei، Docimodus، Corematodus و Genyochromis mento (عائلة Cichlidae من بحيرات أفريقيا الكبرى).
حيث أن العديد من هذه الأسماك التي تتغذى على القشور تتغذى أيضًا على زعانف أسماك أخرى، كما أن العديد من الأسماك القارتة أو المفترسة قد تقوم أحيانًا بعضّ زعانف أسماك أخرى. ومع ذلك، هناك بعض الأنواع المتخصصة في أكل الزعانف أو التي تعرف بالتغذية بالزعانف (Pterygophagy)، وتشمل هذه الأنواع: Belonophago، Eugnathichthys و Phago (عائلة Distichodontidae)، Aspidontus (عائلة Blenniidae)، و Smilosicyopus (عائلة Gobiidae). 

## الفسيولوجيا
لقد تطورت العديد من أنواع أسماك السيكليد لتكون لديها أسنان وهياكل فموية متخصصة تجعلها أكثر قدرة على التغذي على قشور الأسماك الأخرى. كما أن بعض أنواع الأسماك الأخرى تمتلك مورفولوجيا مهيأة بشكل أفضل للتغذي على القشور. حيث تشترك هياكل الفم في العديد من هذه الأنواع في تشابه كبير رغم أنها تعيش في بيئات مختلفة، كما أن العديد منها يمتلك هياكل فكوك متخصصة. إحدى هذه الأنواع، وهي Roeboides prognathous، تتمتع بهيكل فك متخصص للغاية يتكيف بشكل كبير مع سلوك التغذي بالقشور.
بعض أنواع أسماك القط المتغذية على القشور، مثل Pachypterus khavalchor، حيث تمتلك إنزيمات هضمية تساعدها على تفكيك الزعانف، والعينين، والقشور للأسماك الأخرى بسهولة أكبر. هناك أيضًا هياكل مورفولوجية أخرى مهمة في بيئات التغذي بالقشور. على سبيل المثال، هناك ستة أنواع من أسماك السيكليد المتغذية على القشور التي تستخدم استراتيجيات التمويه لخداع فرائسها، حيث تشبه ألوان أسماك السيكليد ألوان بعض فرائسها. لكن هذه الأسماك لا تقتصر على أكل قشور الأسماك التي تشبهها، بل تتغذى أيضًا على مجموعة واسعة من الأنواع الأخرى.

## السلوك
هناك العديد من السلوكيات المختلفة المرتبطة بأسماك آكلة القشور. ومن السلوكيات الشائعة بين أسماك القط هي العدوانية والهجوم مثل مطاردة وضرب الفريسة، حيث تقوم بعد ذلك بأكل القشور المتساقطة من فريستها. أما سلوك الهجوم لدى البيرانا الويمبلية التي تتكون غالبية تغذيتها من القشور، فيوصف بأنه هجوم عالي السرعة. حيث تندفع نحو فريستها بفم مفتوح، وتعض الفريسة للحصول على قشورها. أما أسماك السيكليد Perissodus microlepis، فتقوم بتمزيق قشور فريستها أثناء السباحة بجانبها. وهذا يختلف تمامًا عن باقي الأنواع آكلة القشور، التي تكتفي بإبعاد القشور عن طريق ضرب الفريسة.
هناك اختلافات وتشابهات في سلوكيات آكلات القشور عبر الأنواع. على سبيل المثال، سلوك الهجوم لدى أسماك القط السيليوريد يشبه سلوك Probolodus heterostomus، حيث يتبع كلاهما فريستهما ويهاجمانها من الخلف. وهذا يختلف عن سلوك Roeboides prognatus و Exodon paradoxus، اللتين تزيلان القشور بسهولة أكبر عبر مهاجمة جزء محدد من جسم فريستها يسمى المنطقة الذيلية. فقد أشارت العديد من الأبحاث سلوكيات الصيد لدى الأسماك آكلة القشور وكيفية تطور هذه السلوكيات مع مرور الوقت. حيث أن بعض أنواع أسماك السيكليد تقوم بتقليد سلوكيات فرائسها بشكل عدواني، وهي استراتيجية نادراً ما تستخدمها أنواع أخرى من الأسماك آكلة القشور.

## البيئة الحياتية
قد تلعب الفروق في البيئة الحياتية لبعض الأنواع دورًا في سلوكياتها. سلوكيات آكلة القشور توجد فقط في بعض الأنواع. تم ذكر الإشعاع التكيفي في العديد من الدراسات باعتباره عاملًا في تطور سلوك آكل القشور. توجد بعض الأدلة التي تدعم هذه الفكرة، ولكن لا يزال الكثير منها غير واضح. بعض السلوكيات في بعض أنواع الأسماك تدعم الفرضية التي تقول إن البيئات القاسية قد تكون سببًا محتملاً لتطور سلوك أكل القشور. فيما يلي بعض من هذه الأنواع.
في حالة Cyprinodon pupfish، تتغذى معظم الأنواع على الطحالب والمخلفات العضوية، ولكن هذا النوع يختلف عن باقي الأنواع. هناك حالتان فقط حيث تعيش عدة أنواع من Cyprinodon معًا: في بحيرات جزيرة سان سلفادور في جزر البهاما، وفي بحيرة Chichancanab في المكسيك. في كلتا الحالتين، تباينت الأنواع المتعايشة من Cyprinodon في تغذيتها. كما توجد مجموعة متنوعة من أسماك السيكليد في بحيرة تنجانيقا في شرق إفريقيا، ولكن قبائل السيكليد التنجانية مثل Perissodini وPlecodus تتغذى على قشور أسماك السيكليد وأنواع أخرى من الأسماك. الأنواع من أسماك السيكليد التي تظهر سلوكيات آكلة القشور تعيش في مياه عميقة ذات مستويات أكسجين منخفضة للغاية، وقد اضطرت هذه الأنواع للتطور بسرعة لمواكبة بيئة متغيرة ونقص في الغذاء.

## التجارة
تعد قشور الأسماك مصدرًا غذائيًا غنيًا، حيث تحتوي على طبقات من الكيراتين والمينا، بالإضافة إلى جزء جلدي وطبقة من المخاط الغني بالبروتين. كما أنها مصدر غني بالفوسفات الكالسيوم. ومع ذلك، فإن الطاقة المستهلكة في الهجوم على الفريسة مقابل كمية القشور التي يتم تناولها في كل هجوم تضع حدًا لحجم الأسماك آكلة القشور؛ فهذه الأسماك نادراً ما تتجاوز 20 سم (8 بوصات)، وغالبًا ما تكون أقل من 12 سم (5 بوصات). بسبب ذلك، تكون الأسماك آكلة القشور عادة أصغر بكثير من فريستها. على الرغم من أن القشور مغذية، فإن الكمية المتوسطة من القشور التي يتم إزاحتها وتناولها قد لا تكون كافية لتعويض الطاقة المفقودة أثناء الهجوم. حيث تتطلب سلوكيات الهجوم والضرب التي يتم استخدامها لإزالة وتناول القشور تكلفة طاقة ومخاطرة بالإصابة للضارب. في ضوء ذلك، هناك أيضًا العديد من الفوائد من تناول القشور، فالقشور شائعة وتغطي جسم معظم أنواع الأسماك، ويمكن أن تنمو مرة أخرى بسرعة نسبية من قبل الأسماك الفريسة، وهي وفيرة وموثوقة موسميًا، ويتطلب إزالتها سلوكيات أو هياكل مورفولوجية معينة. عادةً ما يتطور سلوك أكل القشور بسبب نقص الغذاء وظروف البيئة القاسية. إن أكل القشور والجلد المحيط بالقشور يوفر مغذيات غنية بالبروتين قد لا تكون متوفرة في مكان آخر في البيئة الحياتية.